# Danh sách giải thưởng và thành tựu của Thu Phương
Trong suốt chiều dài sự nghiệp (1986-nay), ca sĩ Thu Phương đã đạt được nhiều giải thưởng, đề cử và thành tích được công nhận ở phạm vi quốc gia và ngoài quốc gia. Cô được coi là một trong những ca sĩ thuộc thế hệ thứ hai của nền nhạc nhẹ Việt Nam đạt được nhiều giải thưởng nhất.
| Năm  | Giải thưởng | Kết quả         |
| ---- | --- | --------------- |
| 1995 | Liên hoan ca múa nhạc chuyên nghiệp Toàn quốc | Huy chương Vàng |
| 1997 | Giải thưởng "Đĩa hát vàng" cho CD có số lượng phát hành lớn trên thị trường, CD "Un-Break My Heart''                                                                  | Đoạt giải       |
| 1997 | Giải thưởng cho ca sĩ có nhiều bài hát được yêu thích nhất trong Top 10 "Làn Sóng Xanh"                                                                               | Đoạt giải       |
| 1997 | Giải thưởng cho ca khúc được yêu thích nhất trong năm: Có phải em là mùa thu Hà Nội (Trần Quang Lộc), Dòng Sông Lơ Đãng (Việt Anh)                                    | Đoạt giải       |
| 1998 | Giải thưởng Top 10 ca sĩ được yêu thích nhất "Làn Sóng Xanh" | Đoạt giải       |
| 1998 | Giải thưởng Top 10 ca sĩ được yêu thích nhất trong năm do Quỹ Văn Hóa & Đài truyền hình Việt Nam bình chọn                                                            | Đoạt giải       |
| 1999 | Giải thưởng Top 10 ca sĩ được yêu thích nhất do Báo Lao động bình chọn                                                                                                | Đoạt giải       |
| 2000 | Cúp Sao 2000 cho ca sĩ được yêu thích nhất trong năm | Đoạt giải       |
| 2000 | Đôi song ca được yêu thích nhất trong năm do báo Hoa Học Trò bình chọn (với Huy MC)                                                                                   | Đoạt giải       |
| 2001 | Giải thưởng VTV – Bài hát tôi yêu của Đài Truyền hình Việt Nam cho ca sĩ được yêu thích nhất và ca khúc được yêu thích nhất "Ngủ ngoan nhé ngày xưa" (Trần Quang Lộc) | Đoạt giải       |
| 2014 | Bằng chứng nhận và vinh danh với những đóng góp vào việc gìn giữ văn hóa Việt Nam tại Hoa Kỳ được trao bởi Thị Trưởng Fountain Valley, California - Ông Michael Vo    | Trao tặng       |

## Chuyên môn
- Đặc biệt: Đứng đầu và được tuyển thẳng vào Nhà hát Tuổi trẻ với số điểm chuyên môn cao nhất (4 điểm 10) với bài "Chỉ có một trên đời" (Trương Quang Lục) khi mới 14 tuổi (1986)
- Toàn quốc:
  - Top 10 Giọng hát chuyên nghiệp toàn quốc (1990)[1]
  - Top 10 Liên hoan đơn ca nhạc nhẹ Việt Nam toàn quốc lần II (1991)[2]
  - Huy chương vàng liên hoan ca múa nhạc chuyên nghiệp toàn quốc (1995)[3]

## Giải đầu tay
- Giải thưởng "Âm nhạc tuổi trẻ" dành cho ca khúc "Tiếng mùa xuân" (cùng với tác giả Lê Tâm) (1992)

## Báo chí/bình chọn
- Làn Sóng Xanh (1997-2002)
- Top 10 ca sỹ được yêu thích nhất trong năm (Quỹ Văn Hóa & Đài Truyền hình Việt Nam) (1998)
- Ca sĩ được yêu thích nhất & ca sĩ hát tiếng Anh hay nhất (Đài tiếng nói Việt Nam) (1998)
- Ca sĩ được yêu thích nhất (Đài Truyền hình Việt Nam) (1999)
- Ca sĩ được yêu thích nhất (Báo Lao Động) (2000)
- Đôi song ca được yêu thích nhất (Báo Hoa học trò) (với Huy MC) (2001)
- Ca sĩ có phong cách thời trang ấn tượng nhất (Báo Thời trang trẻ) (2001)
- Top 5 ca sĩ được yêu thích nhất kỷ niệm 10 năm Hoa học trò (Báo Hoa học trò) (2001)
- Giải thưởng MV Yêu thích "Best Song tháng 3" cho MV "Những mùa đông yêu dấu" (Đài Truyền hình Việt Nam) (2017)
- MV "Hà Nội 12 mùa hoa" đứng top 2 MV xuất sắc nhất tháng 3 (Đài Truyền hình Việt Nam) (2017)

## Album
- Như chưa bắt đầu (top 10 album hay nhất năm 2002) (2002)
- Phía nào đến chân trời (vươn lên vị trí dẫn đầu BXH album hot trung tuần tháng 10 năm 2014)
- Vé về tuổi thơ (xếp hạng nhất tuần thứ 29 trên BXH album hot của năm 2015) (2015)
- Hội trăng (xếp hạng nhất tuần thứ 37 & 38 trên BXH album hot của năm 2016) (2016)[4]

## Nghệ thuật
- Cúp sao 2000 (2000)
- VTV Bài hát tôi yêu lần I (2001-2002)[5]
- Diva Việt Nam (2002)

## Các giải đặc biệt
- Giữ kỷ lục đối với các ca sĩ Hà Nội thập niên 90 khi không đêm nào không hát ở các tụ điểm ca nhạc thủ đô[6]
- Giải thưởng cho ca sĩ được yêu thích nhất trong năm (1997)
- Ca sĩ có số lượng CD được phát hành nhiều nhất trong năm (Vafaco) (1997)
- Là ca sĩ đầu tiên của Việt Nam được mời sang Hoa Kỳ thực hiện một tour diễn xuyên Mỹ tại 4 thành phố lớn (2001)
- Album Hội trăng là đĩa nhạc Việt Nam đầu tiên được Hãng hàng không Quốc gia Việt Nam - Vietnam Airlines lựa chọn chơi độc quyền phục vụ trong chương trình giải trí trên các chuyến bay quốc tế có thời gian bay từ 3 tiếng trở lên.[7] (2016)

## Hội văn học nghệ thuật
- Giải nhất hội văn học Nghệ Thuật Việt Nam cho tác phẩm "Có phải em mùa thu Hà Nội" (với nhạc sĩ Trần Quang Lộc) (1998)[8]
- Giải người hát hay nhất của liên hiệp hội Văn học nghệ thuật (1998)[9]

## Hội nhạc sĩ Việt Nam
- "Ngọn gió mùa xuân" đoạt giải nhất bài romance hàng năm của Hội nhạc sĩ Việt Nam (với nhạc sĩ Đặng Hữu Phúc) (2000)

## Top Hits
- Ca sĩ ấn tượng nhất và trở thành hiện tượng của serie Top Hits (1997-1998)

## Làn Sóng Xanh
- Giải thưởng cho ca sĩ có nhiều bài hát được yêu thích nhất trong Top 10 "Làn Sóng Xanh" (1997)
- Giải thưởng cho ca khúc được yêu thích nhất trong năm: Có phải em là mùa thu Hà Nội (Trần Quang Lộc), Dòng Sông Lơ Đãng (Việt Anh) (1997)
- Giải thưởng Top 10 ca sĩ được yêu thích nhất "Làn Sóng Xanh" (1998)
- Giải thưởng cho ca khúc ấn tượng và được yêu thích nhất trong năm: Cô gái đến từ hôm qua (Trần Lê Quỳnh) (2000)
- 5 năm Top ten ca sĩ 
  - 1997 • 1998 • 1999 • 2000 • 2002 (giải ca sĩ được yêu thích nhất)
- 6 bài hát Top ten 
  - "Có phải em mùa thu Hà Nội" (hạng 1, 1997) • "Dòng sông lơ đãng" (hạng 1, 1997) • "Nơi mùa thu bắt đầu" (1998) • "Những mùa hoa bỏ lại" (hạng 1, 1999) • "Cô gái đến từ hôm qua" (2000) • "Đánh rơi bên hồ" (2002)
- Kỷ lục
  - "Có phải em mùa thu Hà Nội" đứng hạng nhất 6 tháng liên tiếp trên Top Ten Làn Sóng Xanh (1997) (chưa bị ca sĩ nào phá vỡ - nay)
- Cúp và bằng khen
  - Tôn vinh 
    - Tôn vinh và vinh danh là huyền thoại của Làn Sóng Xanh cũng như có đóng góp lớn cho sự hình thành và phát triển của 20 năm giải thưởng Làn Sóng Xanh thời kỳ đỉnh cao và hoàng kim (1997-2017) (2018)

  - Cúp
    - ″Cúp ca sĩ cống hiến Hành trình những ngôi sao và người yêu nhạc Việt″ dành cho ca sĩ Thu Phương (2018)

## Quà tặng âm nhạc
- Ca sĩ
  - Ca sĩ được yêu thích nhất do khán giả bình chọn các năm 2000, 2001, 2002
- Ca khúc
  - Ca khúc được yêu thích nhất do khán giả bình chọn dành cho "Cô gái đến từ hôm qua" năm 2000

## VTV Bài hát tôi yêu
- Bình chọn
  - "Khúc xuân" lọt vào Top 5 MV của tháng (VTV Bài hát tôi yêu lần I) (2001)
  - Ca sĩ được yêu thích nhất (2002)
  - Ca khúc được yêu thích nhất dành cho ″Ngủ ngoan nhé ngày xưa″ (VTV Bài hát tôi yêu lần I) (2002)
- Hội đồng nghệ thuật
  - Giải đặc biệt cho video ca nhạc nghệ thuật xuất sắc nhất dành cho music video ″Ngủ ngoan nhé ngày xưa″ (với NSƯT Thu An & Việt Tú) (2002)[10]

## Giai điệu tự hào
- Bài hát có tỉ lệ bình chọn cao nhất trong tháng 11 và xuất hiện trong Gala của chương trình "Giai điệu tự hào" với ca khúc "Nỗi nhớ mùa đông" (2016)
- Bài hát có tỉ lệ bình chọn cao nhất trong tháng 12 và xuất hiện trong Gala của chương trình "Giai điệu tự hào" với ca khúc "Mong về Hà Nội" (2018)

## Chị đẹp đạp gió rẽ sóng
- Chị đẹp thành đoàn (chị đẹp có điểm số cá nhân cao nhất của nhóm chiến thắng giành được vị trí ra mắt nhóm nhạc "Đạp gió 2023") của chương trình "Chị đẹp đạp gió rẽ sóng (mùa 1)"[11]

## Chứng nhận
- Chứng nhận doanh số đĩa thu âm
  - Tại Việt Nam
    - Quỹ Văn Hóa & Đài truyền hình Việt Nam dành cho Un-Break My Heart (với Nguyễn Hà) (Vàng) (1997)

  - Tại Hải Ngoại
    - Album bán chạy nhất dành cho Đêm nằm mơ phố (2004) • Phía nào đến chân trời (2014)

## Tôn vinh/vinh danh
- Tại Việt Nam
  - Sách kỷ yếu 
    - 10 chân dung nghệ sĩ có đóng góp cho nhạc nhẹ Việt Nam đương đại trong 1 thập kỷ (1991 -2001) và được vinh danh trong sách kỷ yếu "Các ngôi sao nhạc nhẹ Việt Nam – hội tụ và tỏa sáng" (2001)

  - Báo trí thức trẻ 
    - Được tôn vinh là một trong năm chân dung nữ ca sĩ đã có những cống hiến cho nền Âm nhạc Việt Nam giai đoạn sau thập niên 90 (2016)[12]

  - Báo Hải Phòng
    - Được nhắc đến như một trong những cái tên Hải Phòng đình đám nhất của Âm nhạc Việt Nam (2015).[13]

  - Báo Tin Nhạc
    - Tôn vinh và vinh danh là diva thế hệ đầu tiên của Làn Sóng Xanh (2017)

  - Làn Sóng Xanh
    - Tôn vinh và vinh danh là huyền thoại của Làn Sóng Xanh cũng như có đóng góp lớn cho sự hình thành và phát triển của 20 năm giải thưởng Làn Sóng Xanh thời kỳ đỉnh cao và hoàng kim (1997-2017) (2018)

## Tại Mỹ
- Vinh danh/Trao tặng 
  - Certificate for being an icon and preserving Vietnamese Culture (2014)
- Đề cử
  - Best World Choreography Nomination for music video "I'm the river" (with Shanda Sawyer) (2015)[14]

### Các ban/nhóm đã tham gia
| Thứ tự | Tên ban/nhóm           | Phong cách nhạc                 | Vai trò của Thu Phương       | Năm hoạt động |
| ------ | ---------------------- | ------------------------------- | ---------------------------- | ------------- |
| 1      | Ban nhạc Tây Hồ        | pop, rock & nhạc nước ngoài     | guitar & hát chính           | 1988 - 1996   |
| 2      | Thu Phương & Huy MC    | pop, nhạc trẻ & nhạc nước ngoài | hát chính, hát đệm & song ca | 1997 - 2003   |
| 3      | Nhóm nhảy Discovery    | breakdance & hiphop             | đồng thành lập & nhảy        | 1998 - 2001   |
| *      | Hoạt động solo độc lập | đa thể loại                     | solo                         | 1986 - nay    |

### Thị trường
| Bắc Mỹ                                              | Châu Á                                    | Châu Âu | Châu Úc                                         | Châu Phi |
| --------------------------------------------------- | ----------------------------------------- | --- | ----------------------------------------------- | -------- |
| 50 tiểu bang (Hoa Kỳ), Toronto & Vancouver (Canada) | Hà Nội & Thành phố Hồ Chí Minh (Việt Nam) | London (Anh Quốc), Warszawa (Ba Lan), Berlin (Đức), Amsterdam (Hà Lan), Oslo (Na Uy), Moskva (Liên Bang Nga), Paris (Pháp), Helsinki (Phần Lan), Praha (Cộng hòa Séc), Kiev (Ukraina), Stockholm (Thụy Điển) | Sydney & Melbourne (Úc), Auckland (New Zealand) | TBA      |